# Daimler M1915
Панцирник Daimler M1915 — середній бронеавтомобіль збройних сил Німецької імперії періоду Першої світової війни.
Напередодні початку війни німецькі збройні сили не мали на озброєнні панцирних автомобілів на відміну від краї Антанти. Тому у жовтні 1914 було укладено угоди з фірмами Büssing, Daimler, Ehrhardt на створення проекту бронеавтомобіля. Внаслідок цього було виготовлено незначні партії панцирників A5P фірми Büssing, Модель 1915 фірмою Daimler та E-V/4 фірмою Heinrich Ehrhardt Automobilewerke AG.
Єдиний дослідний панцирник Daimler M1915 збудували на шасі вантажівки Daimler із задньопривідними колесами. 4-циліндровий двигун з потужністю 80 к.с. дозволяв важкому панцирнику розвивати швидкість 38 км/год на шосе та 33 км/год при задньому ході. У екіпажі було 6 кулеметників, які обслуговували три 7,92 мм кулемети Maxim MG08. Решта екіпажу складалась з командира, водія та радиста, який міг користуватись радіостанцією при зупинці панцирника. Панцирник використовували впродовж 1916–1919 років у складі Відділу 1 кулеметних панцирних бойових маших (Panzerkampfwagen-MG-Abteilug 1) на Східному фронті, де його сліди губляться. У післявоєнний час на його базі збудували 31 панцирник StrPzWg Daimler DZVR 21 для потреб поліції.